# Vénetos

Mapa linguístico da Península Itálica na Idade do Ferro

Os vénetos (português europeu) ou vênetos (português brasileiro) (em latim: veneti) foram um povo do nordeste da Península Itálica, que ali chegou por volta de 1 000 a.C., e ocupou as terras ao sul do rio Pó e para oeste em direção a Verona. Falavam a língua venética e desta sobrevivem 400 inscrições dos últimos séculos antes de Cristo, algumas em alfabeto latino, outras em alfabeto local.